# Komal Rajya Lakshmi Devi Shah
Komal Rajya Lakshmi Devi Shah (népalais: कोमल राज्य लक्ष्मी देवी शाह), née le 18 février 1951, est l'épouse du roi Gyanendra du Népal. Elle est la dernière reine consort (Bada Maharani) du Népal, avant l'abolition de la monarchie népalaise le 28 mai 2008.

## Biographie
La reine Komal naît à Katmandou dans la famille Rana. Elle est la fille de Kendra Shumsher Jang Bahadur Rana (1927–1982) et de son épouse Shree Rajya Lakshmi Devi Shah (1928–2005).
Elle fait ses études à St Mary's School, Jawalakhel, St Helen's Convent, Kurseong, Inde et Kalanidhi Sangeet Mahavidhyalaya, Katmandou.
La reine Komal a épousé son deuxième cousin, le prince Gyanendra du Népal, le 1er mai 1970 à Katmandou. Ils ont deux enfants.
- Prince héritier Paras (né le 30 décembre 1971 à Katmandou).
- Princesse Prerana (née le 20 février 1978 à Katmandou).

La sœur aînée de la reine Komal, Aishwarya, mariée au roi Birendra du Népal, le frère de Gyanendra, est tuée dans le massacre du palais le 1er juin 2001 en même temps que le roi. Komal est blessée par balle durant la fusillade au palais et passe quatre semaines à l'hôpital. À la suite de la mort du roi Birendra, du prince héritier Dipendra (qui lui avait succédé brièvement) et du prince Nirajan, Gyanendra accède au trône. Komal devint ainsi reine consort du Népal.
Le Parlement népalais vote l'abolition de la monarchie le 28 décembre 2007, dans le cadre d'un accord de paix avec les anciens rebelles maoïstes. Le 28 mai 2008, la monarchie est officiellement abolie, remplacée par une république fédérale laïque et Komal perd son titre de reine consort.

## Mécénats
- Membre du Raj Sabha (1977).
- Association patronale des anciennes élèves de St Mary au Nepal
- Présidente du Pashupati Area Development Trust (PADT).
- Présidente de SOS Villages d'Enfants-Népal (2001).

## Distinctions

### Distinctions nationales

Armoiries de Komal en tant que dame de l'ordre d'Isabelle la Catholique.

- Membre de l'ordre de Gorkha Dakshina Bahu (1975)
- Membre de l'ordre d'Om Rama Patta (1980) [7]
- Membre de l'ordre de Tri Shakti Patta (1998)
- Membre de l'ordre du Népal Pratap Bhaskara (2001)
- Membre de l'ordre d'Ojaswi Rajanya (2004)
- Vishesh Seva [Médaille du service distingué] (1971)
- Médaille d'investiture du roi Birendra (1975)
- Médaille commémorative du jubilé d'argent du roi Birendra (1997)
- Vishista Seva - Médaille du service distingué (1999)
- Médaille d'investiture du roi Gyanendra (2001)

### Distinctions étrangères
- Thaïlande : Dame Grand Cordon de l'ordre de l'Éléphant blanc (1979)
- France : Grand-croix de l'ordre du Mérite (1983)[8]
- Espagne : Dame Grand Croix de l'ordre d'Isabelle la Catholique (1987)[9]